# 오렌지 데이즈
《오렌지 데이즈(オレンジデイズ)》는 2004년 4월 11일 ~ 2004년 6월 20일까지 TBS에서 방송된 청춘 드라마. 시간은 매주 일요일 밤 9시 ~ 9시 54분까지, 총 11회. 첫회는 30분 연장하여 10시 24분까지, 최종회는 15분을 연장하여 10시 9분까지 방송하였다. 주연은 츠마부키 사토시. 평균 시청률 17.2%, 최고 시청률 23.0%를 기록하였다.

## 개요
대학교 4학년생이라면 누구든지 공감할 만한 취업의 고민을 가지고 있는 카이(츠마부키 사토시)와 병으로 4년 전 청각을 잃어 마음의 문을 닫아 버린 사에(시바사키 코우)의 러브 스토리를 중심으로, 대학 졸업을 1년 앞둔 5명의 젊은이의 성장을 그린 청춘 드라마이다.

## 캐스팅
유우키 카이 - 츠마부키 사토시
도내 대학에서 사회복지 심리학을 전공하고 있는 대학 4학년생. 4월 1일 현재 취직된 곳 없음. 현실의 냉엄함에 직면하고 있다. 3살 연상인 여자친구 마호가 있다. 아주 평범한 대학생이지만 내면은 순수한 정신의 소유자로 그것의 그의 가장 큰 장점. 단, 자신은 자신의 그런 매력을 깨닫지 못하고 있다. 사에와의 만남으로 인해 아주 평범했던 그의 일상에 변화가 찾아온다.
하기오 사에 - 시바사키 코우
장래 유망한 바이올리니스트였지만 4년 전, 해외 유학 중에 갑자기 병으로 청각을 잃었다. 어떻게 다시 일어서 올 봄부터 친구 아카네가 있는 대학에 편입했지만 그녀의 마음은 청각을 잃은 절망으로 꽉 닫혀있는 상태. 아름다운 얼굴과 길고 아름다운 손가락으로 상당히 천박한 수화를 쓰기도 한다. 피아니스트인 엄마와 둘이 산다.
아이다 쇼헤이 - 나리미야 히로키
카이의 친구이며 같은 대학 4학년생. 스타일이 좋아 여자관계도 화려해 얼핏 보면 그렇게 보이지 않지만 사실은 생활이 어려워 대학은 장학금을 받아 다니고 있다. 아버지가 없으며 어머니는 밤 일에 나가며 젊은 남자와 살고 있는 듯 하다. 현재 이복동생인 키리시마 아유미와 둘이 살고 있으며 다리가 불편한 아유미를 귀여워한다. 카메라맨 어시스턴트로 아르바이트를 하고 있다. 회사원은 정말이지 되고 싶지 않다고 생각해 취직활동은 하고 있지 않다.
오자와 아카네 - 시라이시 미호
사에의 친구로 일본문학을 전공하고 있는 대학 4학년생. 사에와는 고교시절부터의 친구로 사에가 청각을 잃었을 때 끝까지 인내하며 곁에 있어 준 유일한 친구. 사에와 함께 있는 일이 많아져 카이, 쇼헤이, 케이타와 알게 된다. 언뜻 보기엔 곱게 자란 아가씨처럼 보이지만, 근성은 강한 여성.
야시마 케이타 - 에이타
카이의 친구로 대학 4학년생. 나고야의 결혼식장 아들이지만, 내정된 도쿄에서의 취직자리가 이미 결정되어 있다. 걱정이 별로 없이 환하고 명랑한 성격이지만 인내심이 없고 간이 작다. 여자친구 없이 보낸 시간이 22년. 분위기 메이커로 주위 사람들을 엮어주는 역할만 해왔다.
타카기 마호 - 코니시 마나미
카이의 3년 연상의 여자친구. 카이가 다니는 대학의 대학원생. 사카이다 교수의 조수로 있다. 수화서클에서는 리더로 활동하고 있으며 자원봉사활동도 하고 있다.
사에키 소요코 - 야마다 유
잡지 인기모델. 쇼헤이와 사귀고 있다. 하지만 그녀 자신은 쇼헤이와의 사귐은 서로 단순 명쾌한 관계라 생각하고 있는 듯하다.
키리시마 아유미 - 우에노 주리
쇼헤이의 이복 동생. 쇼헤이의 어머니가 결혼하려던 상대의 아이이지만 지금은 쇼헤이와 아유미 두 형제뿐. 쇼헤이는 아유미를 아주 예뻐한다. 요즘 여자아이들에게는 드문 검은 머리로 화장기도 거의 없으며 성격은 매우 밝다. 하지만 교통사고로 인해 다리가 불편하다.
사카이다 교수 - 코히나타 후미요
사회복지 심리학과 교수. 카이는 사카이다 교수의 강의를 청강, 마호는 사카이다 교수의 조수. 카이와 마호의 만남도 사카이다 교수가 조수로 있는 마호를 강의에 데려 온 게 계기. 청각장애를 지닌 전입생 사에의 케어를 대학 측으로부터 맡고 있다
하기오 유리코 - 후부키 준
사에의 엄마. 사에의 부친과는 사에가 어렸을 때 이혼해 현재는 딸과 둘이 산다. 프로 피아니스트이지만 TV나 강연회 등에도 참석한다. 자신의 꿈을 딸에게 넘기려 하지만 사에가 청각을 잃은 일로 인해 두 사람의 모녀사이에 불긴한 변화가 싹트기 시작한다.
후지이 하루키 - 사와무라 잇키
사에의 어렸을 적 친한 이웃 오빠로 그녀를 위해 수화도 배워 후엔 피아노도 가르쳐준다. 독일의 교향악단에서 피아노를 연주하고 있다.
사노 - 카시와바라 타카시
마호의 대학친구로 마호에게 연정을 품고 있다
토루 카키자키 - 나가이 마사루
사에가 미국 줄리어드 대학 유학시절의 동경하던 선배. 우연히 하에가 아르바이트 하는 도쿄돔 호텔에서 재회한다.
아리사 - 사토 에리코
쇼헤이의 그녀의 한 명. 스토커와 같이 쇼헤이에 늘 따라다닌다.

## 부제·시청률
| 각 화  | 방송일          | 부제                 | 연출          | 시청률 |
| ------ | --------------- | -------------------- | ------------- | ------ |
| 제1화  | 2004년 4월 11일 | 목소리를 잃은 마돈나 | 쇼노 지로     | 18.1%  |
| 제2화  | 2004년 4월 18일 | 사랑의 시작          | 쇼노 지로     | 16.0%  |
| 제3화  | 2004년 4월 25일 | 너의 눈물            | 도이 노부히로 | 15.3%  |
| 제4화  | 2004년 5월 2일  | 나의 실연            | 도이 노부히로 | 14.2%  |
| 제5화  | 2004년 5월 9일  | 비밀의 밤            | 이마이 나츠키 | 15.7%  |
| 제6화  | 2004년 5월 16일 | 그녀의 사랑          | 쇼노 지로     | 15.6%  |
| 제7화  | 2004년 5월 23일 | 네가 좋아            | 쇼노 지로     | 18.8%  |
| 제8화  | 2004년 5월 30일 | 맺어진 두 사람       | 도이 노부히로 | 17.6%  |
| 제9화  | 2004년 6월 6일  | 슬픈 운명            | 이마이 나츠키 | 17.9%  |
| 제10화 | 2004년 6월 13일 | 네가 없어            | 이마이 나츠키 | 17.3%  |
| 제11화 | 2004년 6월 20일 | 너의 소리            | 쇼노 지로     | 23.0%  |

## 방송 시간
- 21:00 - 22:24 (제1화)
- 21:00 - 21:54 (제2-6화, 제8-10화)
- 21:00 - 22:09 (제11화)
- 21:30 - 22:24 (제7화)

※제7화는, 2004 아테네 올림픽 배구 세계 최종 예선의 일본 팀의 연장 경기로 인해, 딜레이 되었다.

## 스태프
- 각본 : 키타가와 에리코
- 연출 : 이쿠노자랑, 도이 노부히로, 이마이하목
- 프로듀서 : 우에다 히로키
- 음악 프로듀서 : 시다 히로히데
- 음악 : 사토 나오키
- 촬영 : 스다 마사히로, 타카코시 준
- 미술 : 이시다 미치아키
- 수화 지도 : 수화 랜드 옐로우반 (현재：수화 아리산도)

## 관련 음반

### 주제곡
- 주제가：Mr.Children / 《Sign》

### 삽입곡
- ORANGE RANGE / 《上海ハニー》
- くるり / 《ばらの花》
- 쇼팽 / 〈Polonaise, Op. 53〉

### Original Sound Tracks
1. Eternal
2. Graceful Heart
3. That's Life
4. Memoria
5. Overcast Sky
6. Yo-Yo Comrade
7. Liebe
8. Anxiety
9. As Good As It Gets
10. Modest Request
11. Precious Seasons
12. Sign ～instrumental of orange days～